# Hendrik I van Robbroek
Hendrik I (Mechelen, 1318) ridder van Robbroek was tijdens de eerste helft van de 14e eeuw schepen en rentmeester van het Land van Mechelen. 

## Afkomst
Hendrik I van Robbroek is een telg van het huis van Robbroe(c)k, een oud Brabants riddergeslacht. Oorspronkelijk waren zij heren van Merchtem en Steenhuffel, maar weken later uit naar de stad Mechelen waarbij meerdere leden van het geslacht aangesteld werden als schepenen en rentmeesters van het Land van Mechelen.

## Van deken tot rentmeester van het Land van Mechelen
Hendrik van Robbroek zou als eerste toetreden tot de Mechelse schepenbank, waar hij later rentmeester zou worden. Op basis van voorlopige bronnen wordt hij beschouwd als stamvader van het huis van Robbroek omdat de voorgeschiedenis van het geslacht echter beperkt is in bronnen. 
Hij zou starten als lakenhandelaar waarbij hij snel doorgroeit als deken van de lakenhandelaars. Hierdoor kwam hij in contact met de bestuurlijke elite van de stad Mechelen. Hendrik I van Robbroek verkocht in 1318-1319 een kostbaar scharlaken aan de stad Mechelen, die het op hun beurt schonk aan de Hertogin van Brabant: Maria van Évreux.
Voor 1331 werd Hendrik I van Robbroek als eerste van het geslacht door Floris Berthout aangewezen als rentmeester van het Land van Mechelen. In 1355 stierf de toenmalige hertog van Brabant, Jan III van Brabant. Hij liet zijn hertogdom over aan zijn drie dochters die getrouwd waren met de hertog van Luxemburg, de hertog van Gelre en de graaf van Vlaanderen. Dit zorgde ervoor dat er een onderlinge strijd plaatsvond over het eigendom van het Hertogdom Brabant wat uitmondde in de Brabantse Successieoorlog. Hierdoor vielen de Vlamingen Mechelen binnen op 20 augustus 1356, dit in navolging van de slag bij Scheut. Hendrik en zijn neef Jan II van Robbroek zouden een verdrag sluiten samen met de andere Mechelse patriciërs waarin zij graaf Lodewijk van Male en dus het Graafschap Vlaanderen openlijk steunen als de nieuwe hertog van Brabant.